# 베니 하마드 요새
베니 하마드 요새(영어: Beni Hammad Fort, 프랑스어: Kalâa des Béni Hammad)는 알제리에 있는 유네스코 세계 유산이다.
1980년 알제리의 세계유산으로 등록되었다. 함마디드 제국의 최초수도로서 1007년 설립되었으며 1152년 파괴되었다. 볼 만한 곳은 그곳의 규모가 큰 이슬람 사원이 있다.